# Olympia Heights
Olympia Heights és una concentració de població designada pel cens dels Estats Units a l'estat de Florida. Segons el cens del 2000 tenia 13.452 habitants.

## Demografia
Segons el cens del 2000, Olympia Heights tenia 13.452 habitants, 4.157 habitatges, i 3.487 famílies. La densitat de població era de 1.909,5 habitants/km².
Dels 4.157 habitatges en un 30,2% hi vivien nens de menys de 18 anys, en un 65,2% hi vivien parelles casades, en un 13,6% dones solteres, i en un 16,1% no eren unitats familiars. En el 12,4% dels habitatges hi vivien persones soles el 6,8% de les quals corresponia a persones de 65 anys o més que vivien soles. El nombre mitjà de persones vivint en cada habitatge era de 3,22 i el nombre mitjà de persones que vivien en cada família era de 3,41.
Per edats la població es repartia de la següent manera: un 20% tenia menys de 18 anys, un 7,7% entre 18 i 24, un 26,7% entre 25 i 44, un 26,1% de 45 a 60 i un 19,6% 65 anys o més.
L'edat mediana era de 42 anys. Per cada 100 dones de 18 o més anys hi havia 88,9 homes.
La renda mediana per habitatge era de 50.720 $ i la renda mediana per família de 54.533 $. Els homes tenien una renda mediana de 34.382 $ mentre que les dones 23.406 $. La renda per capita de la població era de 18.198 $. Entorn del 5,4% de les famílies i el 6,9% de la població estaven per davall del llindar de pobresa.

## Poblacions més properes
El següent diagrama mostra les poblacions més properes.